# Émile Borel

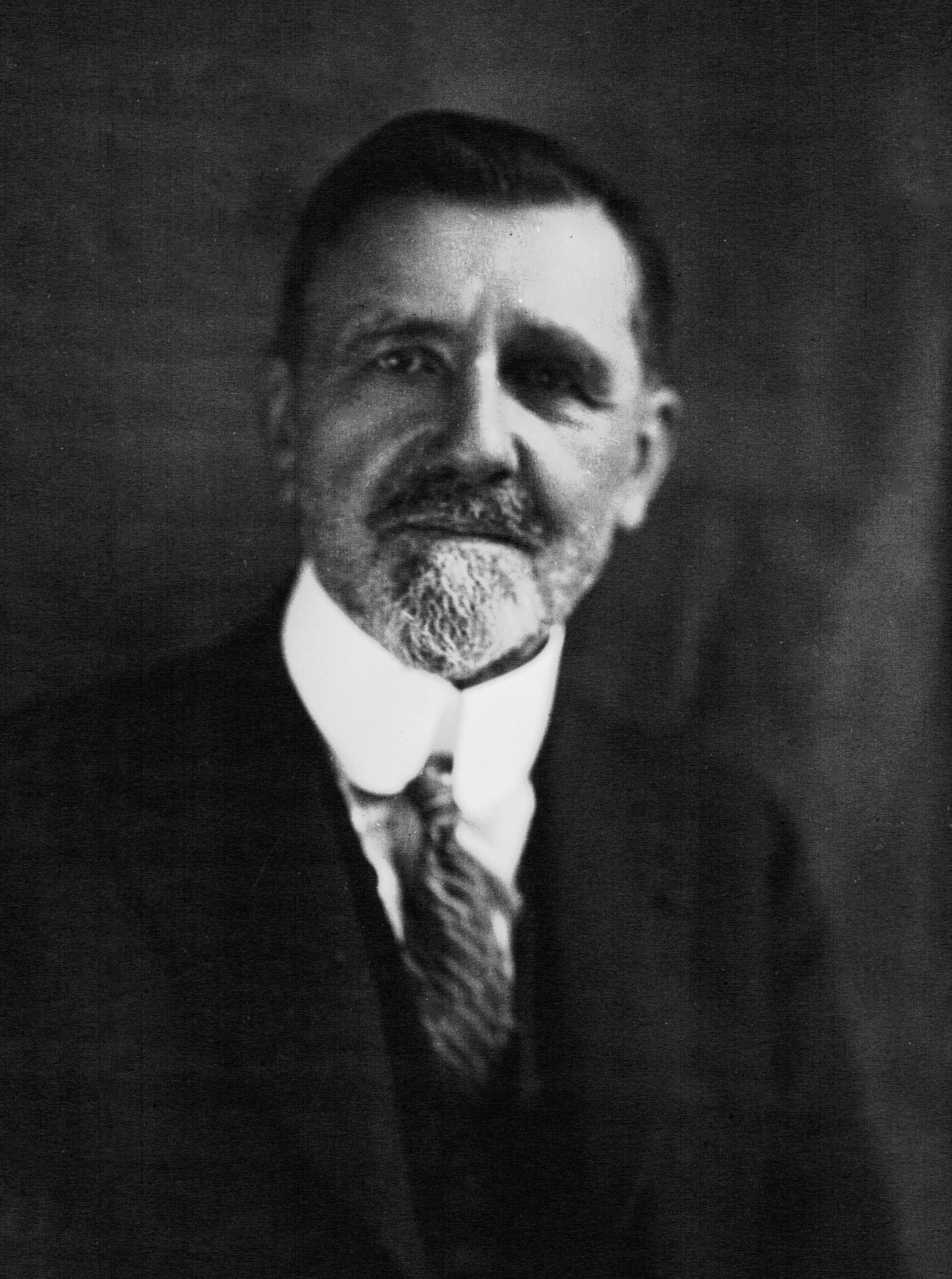
Émile Borel

Félix Édouard Justin Émile Borel (* 7. Januar 1871 in Saint-Affrique, Département Aveyron, Region Midi-Pyrénées; † 3. Februar 1956 in Paris) war ein französischer Mathematiker und Politiker.

## Leben und Wirken
Émile Borel studierte an der École normale supérieure, wurde 1893 (mit 22 Jahren) mit der Schrift  Sur quelques points de la théorie des fonctions bei Gaston Darboux promoviert und als Maître de Conférences an der Universität Lille berufen. 1896 wechselte er an die École Normale Supérieure. 1909 erhielt er zusätzlich einen eigens für ihn eingerichteten Lehrstuhl für Funktionentheorie an der Sorbonne; 1910 bis 1920 war er Direktor der École Normale Superieure. 1926 war er Gründungsdirektor des Institut Henri Poincaré. 1921 wurde er in die Académie des Sciences aufgenommen, die ihn 1934 zum Präsidenten wählte. Bereits 1918 war er zum auswärtigen Mitglied der Accademia dei Lincei in Rom ernannt worden. 1928 hielt er einen Plenarvortrag auf dem Internationalen Mathematikerkongress in Bologna (Le calcul des probabilités et les sciences exactes) ebenso wie 1912 in Cambridge (Définition et domaine d’existence des fonctions monogènes uniformes). 1939 wurde er Ehrenmitglied der London Mathematical Society. Die Académie royale des Sciences, des Lettres et des Beaux-Arts de Belgique nahm ihn im Dezember 1945 als assoziiertes Mitglied auf.
Borel war Bürgermeister seines Heimatortes Saint-Affrique. Von 1924 bis 1936 war er Mitglied der Französischen Abgeordnetenkammer, 1925 kurzzeitig Marineminister. Nach einer kurzen Haftzeit unter dem Vichy-Regime arbeitete er für die Résistance.
1905 war er Präsident der Société Mathématique de France.
Mit Paul Painlevé veröffentlichte er 1910 ein Buch über Flugtechnik. 1922 gründete er das Pariser Statistische Institut (ISUP).
1901 heiratete er die damals siebzehnjährige Marguerite Appell, Tochter des Mathematikers Paul Appell. Sie war Schriftstellerin und veröffentlichte unter dem Pseudonym Camille Marbo. Er war der Onkel von Armand Borel.

## Werk
Borel leistete grundlegende Beiträge zur Topologie, zur Maß-, Wahrscheinlichkeits-, Funktionen- und Spieltheorie.
In der Mathematik sind aufgrund seiner Arbeit nach ihm benannt:
- Borelmaß, Borelsche σ-Algebra (Borelkörper) und Borel-Isomorphie in der Maßtheorie und Borel-Mengen.
- Borel-Paradoxon
- Satz von Heine-Borel
- Borel-Cantelli-Lemma (und Borel'sches Null-Eins-Gesetz), verallgemeinert im Borel-Cantelli-Lévy-Lemma
- Borelscher Ausnahmewert in der Wertverteilungstheorie
- Borel-Transformation, Borel-Summierung in der Theorie divergenter Reihen
- Borels starkes Gesetz der großen Zahlen
- Satz von Borel:[6] zu jeder beliebigen unendlichen Folge {\displaystyle a_{i}} reeller Zahlen existiert eine unendlich oft differenzierbare Funktion {\displaystyle f}, deren Ableitungen {\displaystyle f^{i}(z)} in einem Punkt z gleich {\displaystyle a_{i}} sind ({\displaystyle i=0,1,2,3,\cdots }).

## Schriften
Bücher:
- Oeuvres scientifiques, 4 Bände, Paris: CNRS, 1972
- Leçons sur la théorie des fonctions, Paris: Gauthier Villars, 1898
- Leçons sur les fonctions entières, Paris: Gauthier-Villars, 1900
- Leçons sur les séries divergentes, Paris: Gauthier-Villars, 1901
- Leçons sur les séries à termes positifs, Paris: Gauthier-Villars, 1902
- Leçons sur les fonctions méromorphes, Paris: Gauthier-Villars, 1903
- Leçons sur les fonctions de variables réelles et les développements en séries de polynômes, Paris: Gauthier-Villars, 1905
- Le Hasard, Paris: Félix Alcan 1914
- L’espace et le temps, Paris 1921 (dt. Zeit und Raum. Von Euklid bis Einstein, Stuttgart 1931, englisch Space and Time, Dover 1960)
- als Mitautor und Herausgeber: Traité du calcul de probabilité et ses applications. Gauthier Villars, 3 Bände in mehreren Teilbänden, 1924 bis 1934
- Les paradoxes de l’infini, Gallimard 1946 (populärwissenschaftlich)
- mit Jean Ville: Applications de la théorie des probabilités aux jeux de hasard. Gauthier-Villars, 1938
- mit Paul Painlevé: Theorie und Praxis der Flugtechnik. Bibliothek für Luftschiffahrt und Flugtechnik, Band 5, Berlin: W. Richard Carl Schmidt & Co., 1911 (Anhang und Übersetzung Artur Schöning, französisches Original: L´Aviation, Paris: Felix Alcan 1910, 2. Auflage 1911)

Einige Aufsätze:
- La science est-elle responsable de la crise mondiale?, Scientia : rivista internazionale di sintesi scientifica, 51, 1932, S. 99–106.
- La science dans une société socialiste. In: Scientia: rivista internazionale di sintesi scientifica. 31, 1922, S. 223–228.
- Le continu mathematique et le continu physique, Rivista di scienza, 6, 1909, S. 21–35.

## Ehrungen
Nach Émile Borel sind in Paris die Rue Borel und der Square Borel (17tes Arrondissement) sowie auf dem Mond der Krater Borel und der Asteroid (16065) Borel benannt.
Nach ihm benannt sind:
- das Centre Émile Borel[7] in Paris; dort ist das Institut Henri Poincaré untergebracht
- ein Hörsaal an der Universität Paul Sabatier in Toulouse
- das Centre Hospitalier Émile Borel[8] in Saint Affrique